# Glenea angerona
Glenea angerona é uma espécie de besouro da família Cerambycidae. Foi descrito por James Thomson em 1865. É conhecida a sua existência no Sumatra e Java. Contém as variedades Glenea angerona var. niasensis.